# Memphis Belle (film)
Memphis Belle è un film del 1990 diretto da Michael Caton-Jones, con Matthew Modine, Sean Astin, Billy Zane e Tate Donovan.
Narra la storia romanzata dell'ultima missione del famoso bombardiere americano Memphis Belle, un Boeing B-17 Flying Fortress.

## Trama

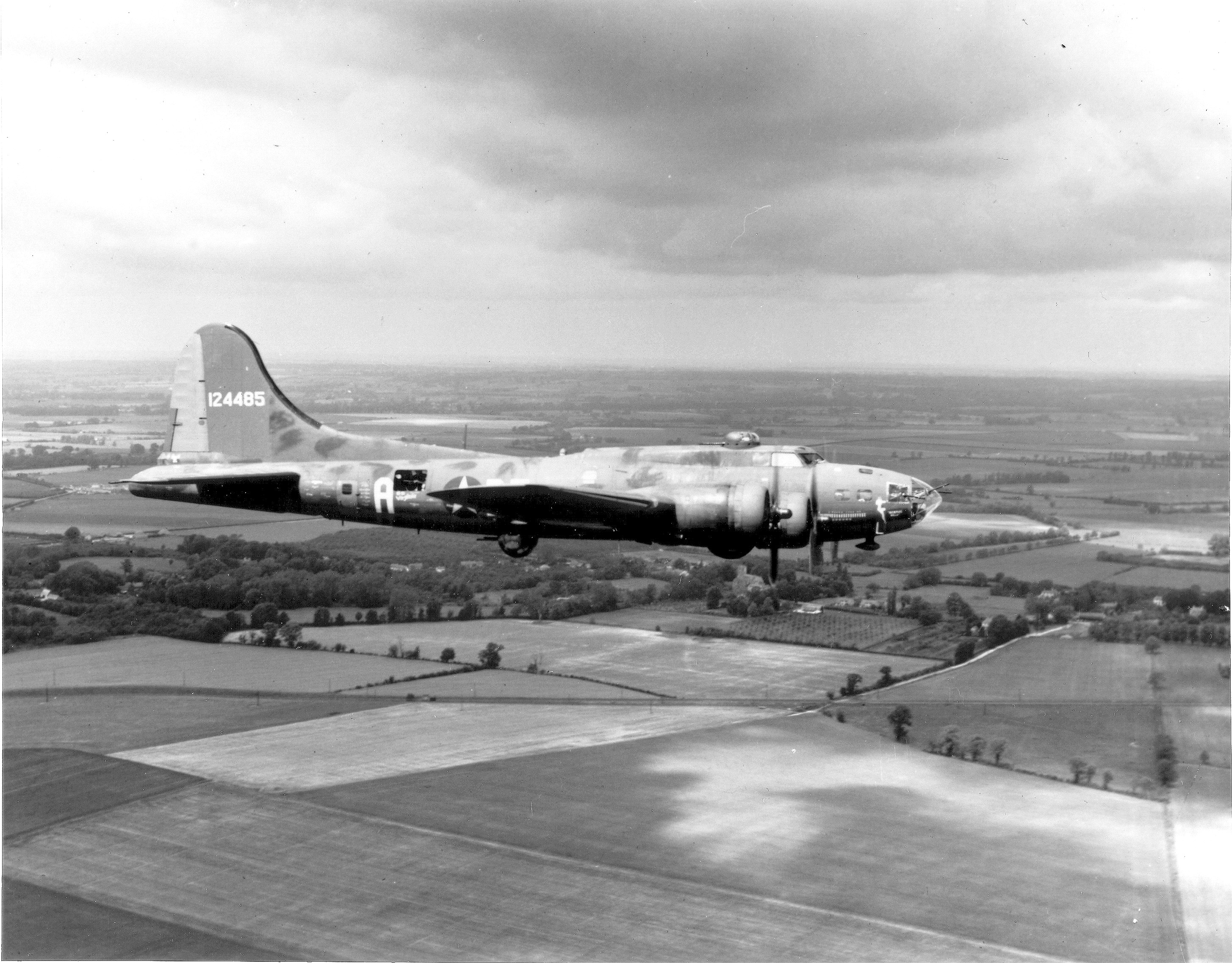
Il Memphis Belle originale, ritratto in volo il 9 giugno 1943 sulla via del ritorno negli Stati Uniti

Nel maggio 1943 i bombardamenti diurni sull'Europa occupata spettano agli aerei statunitensi, i quali subiscono ingenti perdite senza tuttavia conseguire risultati soddisfacenti. Gli uomini del Memphis Belle sono però fortunati: sono riusciti ad arrivare alla ventiquattresima missione incolumi, e secondo le regole stabilite per il teatro europeo, nel caso in cui completassero la venticinquesima sarebbero congedati e potrebbero tornare a casa.
La prospettiva di avere il primo equipaggio della Eighth Air Force che completa il proprio ciclo di missioni è un'opportunità importante anche per gli alti comandi statunitensi. Gli ufficiali superiori potrebbero così risollevare il morale dei propri equipaggi, nessuno dei quali è ancora sopravvissuto al proprio periodo di servizio. Un ufficiale addetto alla propaganda comincia ad organizzare una serie di attività aventi per oggetto la celebrazione dell'ultima missione. Tali attività, che comprendono un servizio fotografico, interviste agli ufficiali dell'equipaggio e la prospettiva di un tour negli Stati Uniti, hanno lo scopo di ravvivare gli entusiasmi degli americani per la guerra, e soprattutto di spingerli a sottoscrivere i buoni che ne sostengono le spese.
L'equipaggio del Belle accoglie la notizia del tour con accenti emozionali diversi. L'estroverso copilota esplode di contentezza alla prospettiva, il pessimista navigatore lo prende come un segno di sfortuna sull'ultima missione, mentre il pilota e comandante manifesta militaresca freddezza, imponendo inoltre che gli uomini non sappiano nulla, in modo da non distrarli dai loro compiti.
La sera prima dell'ultima missione, alla base viene data una festa da ballo, durante la quale accadono diversi episodi che contribuiscono ad evidenziare i differenti stati d'animo dei membri dell'equipaggio e la loro natura di ragazzi. Il primo di essi è l'incontro con i neofiti dell'equipaggio del Mother and Country, un B-17 nuovo di zecca che il mattino dopo volerà la sua prima missione. Il contrasto con i veterani del Belle non potrebbe essere più stridente. I nuovi aviatori, entusiasti ed incoscienti, non si rendono ancora conto della realtà delle missioni di bombardamento, per prepararsi alle quali hanno avuto a disposizione solo un numero limitato di ore di volo. Alla richiesta di consigli, Jack Bocci, il cinico mezzo delinquente di Chicago, freddamente risponde: «Prendi una pistola, sparati su un piede, e vai a casa». L'altro "ragazzaccio" del gruppo, Radica, rincara la dose, chiedendo al suo interlocutore le sue scarpe nuove nel caso dovesse morire durante la prima missione. A questo punto, il marconista del Mother and Country ha una crisi nervosa e corre in bagno a vomitare. Qui viene rincuorato da Danny, che gli regala il proprio portafortuna, un quadrifoglio.
La festa continua e l'ufficiale addetto alla propaganda coglie l'occasione per invitare dal palco l'intero auditorium a lanciare un triplice urrà per l'equipaggio del Belle. La proposta viene accolta da un silenzio glaciale, dato che viene considerato un segno di cattiva fortuna. Il momento di imbarazzo viene rotto dal mitragliere di coda Clay Busby, che sale sul palco e canta Danny Boy al piano, dedicandola scherzosamente al compagno Danny.
La scena si sposta all'esterno dell'hangar dove si svolge la festa, e l'attenzione si focalizza su altri tre protagonisti. Il capitano va a parlare con il proprio aereo, in un monologo altamente emozionale, nel quale la preghiera di non tradirlo proprio all'ultima missione si confonde con accenti di speranza per il ritorno a casa. A sua insaputa, il suo discorso viene ascoltato dall'interno del Belle da Virgil e Faith, una ragazza originariamente conosciuta alla festa da Radica. L'imbranato Virgil ha in questa occasione la propria prima esperienza sessuale, all'interno del muso dell'aereo. La scena si sposta infine sul navigatore Phil, il quale, ormai completamente ubriaco, si abbandona alla disperazione con uno straziante «Non voglio morire» che chiude questa sezione del film.
Quando però l'equipaggio scopre che l'obiettivo è una fabbrica di Brema, in Germania, l'ottimismo sparisce e subentrano una profonda superstizione e un pessimismo cronico che sfoceranno in veri e propri episodi di isterismo a bordo del velivolo. Comunque nonostante la difesa tedesca e i danni subiti dal velivolo, tutti gli aviatori riusciranno a tornare indenni dai cieli europei ed a festeggiare con i commilitoni la fine del loro periodo di guerra.

## Colonna sonora
Parte dei brani The Final Mission e Memphis Belle End Title Suite, entrambi composti da George Fenton e riadattatati da Valeriano Chiaravalle, sono stati utilizzati, dal 22 maggio 2001 al 16 aprile 2018, come sigle per il ciclo dei Filmissimi, trasmesso da Canale 5.

## Critica
La pellicola è dedicata, come si legge al termine della versione inglese della pellicola, a tutti i 250.000 aviatori di tutte le nazioni belligeranti nella seconda guerra mondiale, ed ha accenti spesso celebrativi dell'eroismo dei combattenti. Secondo Robert Morgan, il vero capitano dell'aereo, il film è tuttavia troppo poco reale e gli autori si sono concessi troppe licenze drammatiche. Nella realtà sull'aereo tutti gli uomini erano infatti sempre occupati e non potevano permettersi barzellette o spostamenti come invece si vedono nel film.
Altra "licenza poetica" è il "coraggioso" secondo passaggio sulla città di Brema, quando il puntatore non riesce ad inquadrare l'obiettivo perché coperto da una fitta coltre di nubi. Invece di scaricare le bombe sull'abitato, il capitano dell'aereo di testa decide di tornare indietro per fare un secondo tentativo e l'obiettivo industriale viene colpito. La realtà storica era ben diversa: Brema, come tutte le città tedesche, era pesantemente difesa dalla contraerea, e un "secondo giro" avrebbe significato per gli equipaggi la certezza pressoché matematica di essere abbattuti. Inoltre, in 173 attacchi aerei su Brema, gli inglesi e gli americani distrussero il 62% degli edifici della città, massacrando migliaia di civili inermi.
La pellicola contiene inoltre numerose inesattezze storiche. L'ultima missione del Belle, ad esempio, non fu su Brema, ma su Lorient, in Francia. Alcuni degli aerei utilizzati nel film (come il caccia americano P-51) non erano inoltre ancora operativi nel teatro europeo nel periodo rappresentato.
Un altro errore non di poco conto è costituito dall'errato riferimento al tipo dei caccia tedeschi che durante la missione su Brema intercettano a più riprese la formazione dei B-17: essi vengono continuamente identificati come dei Focke-Wulf Fw 190, mentre invece è evidente che si tratta di Messerschmitt Bf 109 o meglio di alcuni esemplari di HA-1112 Buchon, ovvero una riproduzione su licenza del caccia Messerschmitt da parte della spagnola Hispano Aviación, risalente al dopoguerra e rimotorizzata col suo un tempo "nemico" Rolls-Royce Merlin.